# Elciego
Elciego (Basque: Eltziego) là một đô thị trong tỉnh Álava, thuộc Xứ Basque, phía bắc Tây Ban Nha.